# Gamboa (Rio de Janeiro)
Pour les articles homonymes, voir Gamboa (homonymie).
Gamboa est un quartier de Rio de Janeiro au Brésil. Localisé dans la zone portuaire de Rio. Il comporte des commerces, industries et résidences de classe moyenne inférieure. Le mot "gamboa" signifie soit "coing" soit des hauts-fonds dans les cours d'eau donnant l'impression de lacs. Le second sens du mot renvoie à l'aspect physique du quartier, qui se trouve au bord une zone d'eau calme de la baie de Guanabara.
Son IDH en l'an 2000 était de 0,792, le 97e de la cité de Rio de Janeiro.

## Histoire
Entre la fin du XVIIIe siècle et une bonne partie du XIXe siècle, Gamboa fut un faubourg agréable et pittoresque, choisi par l’aristocratie et par les cariocas argentes pour y situer leurs villas et palais. Proche de la mer, adossé à une colline, Gamboa servit de résidence pour le futur Vicomte de Maua, entre autres. Gamboa était également le quartier favori des grands négociants anglais établis dans la capitale de l'empire du Brésil. Sa proximité du centre-ville (Centro) et son port étaient des facteurs de commodités conduisant à sa valorisation. Gamboa fut également le lieu choisi pour accueillir le cimetière des Anglais (cemiterio dos Ingleses), une des nécropoles les plus antiques du Brésil. 
À partir de la fin du XIXe siècle, Gamboa perdit peu à peu son statut quand l'aristocratie commença à occuper les quartiers plus méridionaux de Catete, Gloria, Flamengo, Botafogo et Laranjeiras, fuyant la proximité avec le port. 
À la suite de la campagne militaire de la guerre de Canudos en 1897, Gamboa reçut les contingents de soldats qui étaient partis lutter à Bahia. Sur les pentes du Morro da Providência naquit la première favela répertoriée en tant que telle. Le nom "favela" provient d'une colline de Bahia qui, selon ses nouveaux habitants, était fortement similaire au Morro da Providência.
Au début du XXe siècle, les œuvres de terrassement et d'assainissement du port de Rio de Janeiro éloignèrent Gamboa de la mer. Dans le quartier fut construit le premier tunnel urbain de Rio de Janeiro, le tunnel João Ricardo. Le quartier est également coupé par l'Elevado da Perimetral, voie rapide qui relie l'Avenida Brasil dans la zone nord au centre de Rio de Janeiro.
Comme quartier à proprement parler, Gamboa naquit officiellement en 1981 par le biais d'un décret municipal de création du préfet d'alors, Marcos Tamoyo, avec l'intention d'augmenter le développement socio-économique de la Zone Portuaire. Mais avec le temps, la croissance désordonnée engloba toute la région (y compris le quartier de Saúde et de Santo Cristo) dans un long processus de décrépitude qui dura jusqu'au début du XXIe siècle lorsque la préfecture recommença à investir la région portuaire. Qui gagna la Cidade do Samba Joãozinho Trinta, une villa olympique, et l'aquarium municipal, en construction dans un des entrepôts généraux désaffectés. Par ailleurs, Gamboa a vu la multiplication des lieux de musique et spectacle, en particulier dans la rue Sacadura Cabral, depuis l'hôpital dos Servidores jusqu'à la Praça da Harmonia. 

### Gamboa aujourd'hui

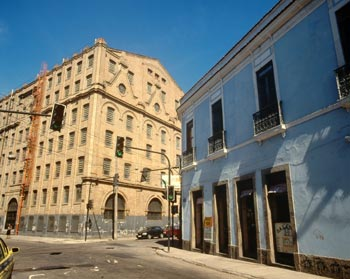
Moulins Fluminense, site historique de production de farine dans Gamboa

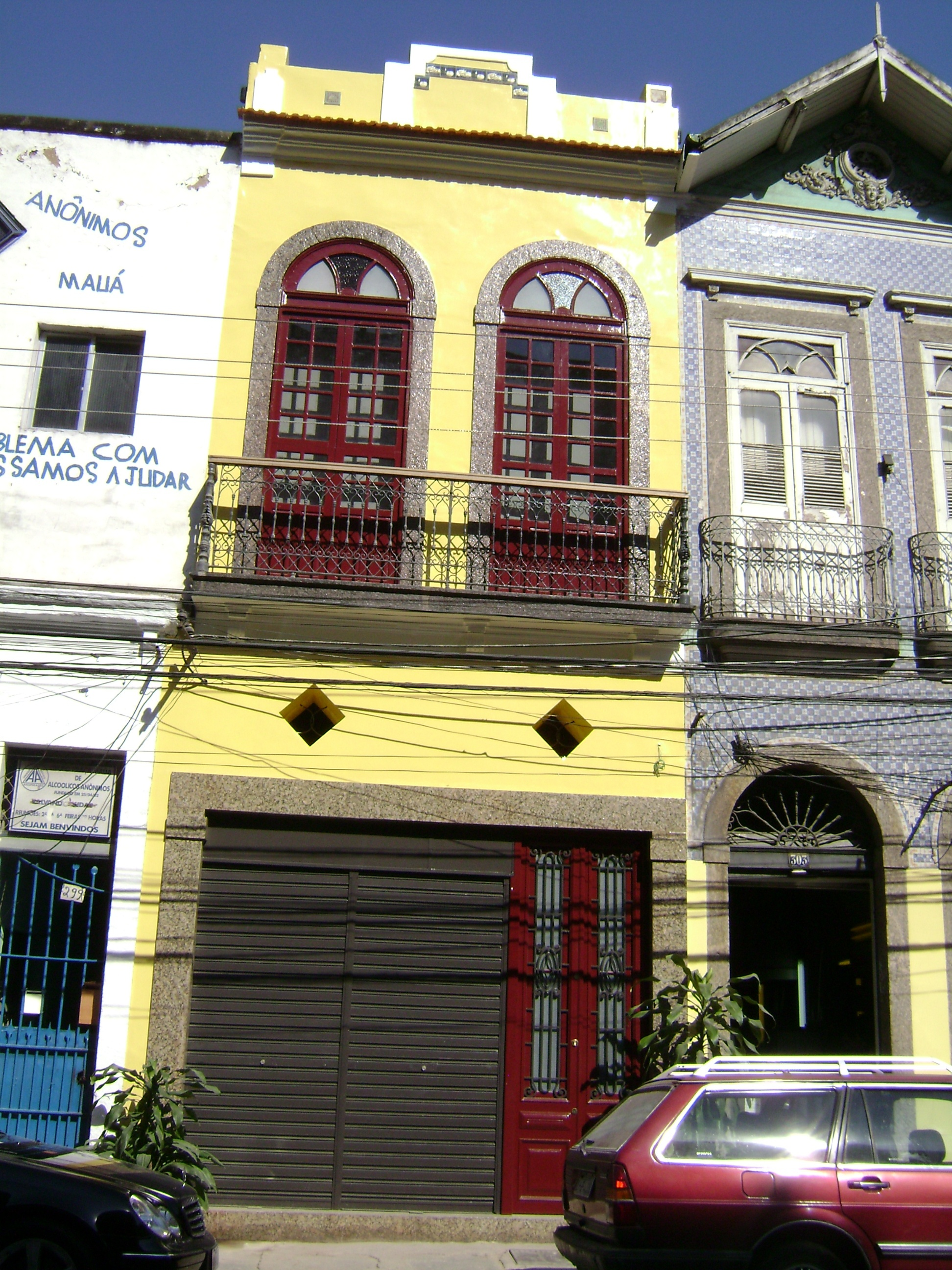
Habitation de la Rua Sacadura Cabral

## Géographie

### Lieux principaux
- Rue Sacadura Cabral, qui relie la Praça da Harmonia à l'Avenida Rio Branco, au cœur du Centro, en passant par l'hôpital dos Servidores do Estado et par le cinquième bataillon de la Police Militaire; principalement d'usage commercial.
- Avenue Venezuela, large voie en sens contraire de la rue Sacadura Cabral, qui contourne quelques-uns des principaux entrepôts de la ville et passe par le complexe do Moinho Fluminense; principalement d'usage industriel.
- Rue do Livramento, commence à l'Avenida Venezuela et va jusqu'à quartier de Santo Cristo, en passant par le siège des Diários Associados (syndicat des médias).
- Rue Pedro Ernesto, autre lieu de grande importance, avec un grand nombre de graphistes et typographes, ainsi que des résidences.
- Praça da Harmonia, où se trouve le Batalhão da Polícia Militar e le Moinho Fluminense, se situe entre la rue Pedro Ernesto et la rua do Propósito. Il y existait autrefois le marché da Harmonia (Mercado da harmonia), qui évolua en une place urbanisée, avec jardins et bancs où les habitants se réunissent parfois pour des parties de jeu de dame. La place est bordée par des constructions historiques variées.

### Quartiers limitrophes
Gamboa appartient à la zone centrale (zona central) de Rio. Le quartier est bordé au nord par la baie de Guanabara, à l'Ouest par le quartier de Santo Cristo dont il est séparé par le Morro da Providencia, à l'est par le quartier de Saúde avec lequel Gamboa est étroitement associé, et au Sud par la grande artère de l'avenida Presidente Vargas qui marque le début du Centro (centre-ville). 